# Koroyanitu
Koroyanitu är en bergstopp i Fiji.   Den ligger i divisionen Västra divisionen, i den nordvästra delen av landet, 110 km nordväst om huvudstaden Suva. Toppen på Koroyanitu är 1 195 meter över havet. Koroyanitu ligger på ön Viti Levu.
Terrängen runt Koroyanitu är huvudsakligen kuperad, men åt sydväst är den bergig. Runt Koroyanitu är det ganska tätbefolkat, med 86 invånare per kvadratkilometer. Närmaste större samhälle är Lautoka, 12,7 km väster om Koroyanitu. I omgivningarna runt Koroyanitu växer i huvudsak städsegrön lövskog.